# Dème de Thessaliótida
Le dème de Thessaliótida, en grec moderne : Δήμος Θεσσαλιώτιδας / Dímos Thessaliótidas, est un ancien dème du district régional de Phthiotide, en Grèce-Centrale. Depuis 2010, il est fusionné au sein du dème de Domokós.
Selon le recensement de 2011, la population du dème s'élève à 3 313 habitants.